# Гейнсвилл (Техас)
Ге́йнсвилл (англ. Gainesville) — город в США, расположенный в северо-восточной части штата Техас, административный центр округа Кук. По данным переписи за 2010 год число жителей составляло 16 002 человека, по оценке Бюро переписи США в 2015 году в городе проживало 16 292 человека.

## История
Город Гейнсвилл был основан в 1850 году участке земли в 16 гектаров, пожертвованном Мэри Кларк. Изначально жители назвали своё поселение Либерти, но, поскольку город с таким названием уже существовал, один из первых поселенцев округа Кук, полковник Уильям Фитцхью предложил назвать город в честь генерала Эдмунда Гейнса. Фитцхью служил под руководством Гейнса, который в своё время симпатизировал техасской революции.
В ходе гражданской войны в октябре 1862 года в городе было совершено Великое повешение, в результате которого были казнено 40 человек, поддерживающих Союз. В городе прошли волнения, неизвестные убили организаторов облав на юнионистов, однако в целом в Техасе новость была преподнесена газетами в позитивном ключе.
После гражданской войны город рос за счёт роста популярности скотоводства в регионе. Находясь всего в 11 километрах от границы с Оклахомой, Гейнсвилл стал важной точкой пополнения припасов ковбоев, гнавших скот на север в Канзас. В 1873 году Гейнсвилл получил свои органы местного управления. В конце 1870-х город стал одним из первых в Техасе, где агент Джозефа Глиддена из Де-Калба рекламировал и продавал новое изобретение — колючую проволоку. C 1890 года в городе выпускается газета «Gainesville Daily Register»
В 1910 году было построено здание суда, функционирующее по сей день. Здание с восьмиугольной ротондой было спроектировано далласской фирмой Lang & Witchell в стиле бозар с элементами стиля школы прерий и под влиянием проектов Луиса Салливана.
Во время Второй мировой войны в городе расположилась военная тренировочная база Camp Howze. Новое формирование добавило рабочих мест городу, страдавшему от последствий Великой депрессии и обеспечило стабильный рост Гейнсвилла. С окончанием войны база была закрыта, её останки теперь находятся на частной территории.

## География
Гейнсвилл находится в центральной части округа, его координаты: 33°38′19″ с. ш. 97°08′54″ з. д.. Через город протекает приток реки Тринити, Элм-Крик.
Согласно данным бюро переписи США, площадь города составляет около 49,3 квадратных километров, 49,2 из которых заняты сушей, а менее 0,1 — водная поверхность.

### Климат
Согласно классификации климатов Кёппена, в Гейнсвилле преобладает влажный субтропический климат.
| Показатель                    | Янв. | Фев. | Март | Апр. | Май  | Июнь | Июль | Авг. | Сен. | Окт. | Нояб. | Дек. | Год  |
| ----------------------------- | ---- | ---- | ---- | ---- | ---- | ---- | ---- | ---- | ---- | ---- | ----- | ---- | ---- |
| Абсолютный максимум, °C       | 20,7 | 22,6 | 25,2 | 30   | 32,8 | 36,7 | 38   | 38,2 | 35,2 | 30,8 | 25,5  | 21,2 | 38,2 |
| Средний суточный максимум, °C | 12   | 15   | 20   | 25   | 28   | 33   | 35   | 36   | 32   | 26   | 19    | 13   | 25   |
| Средняя температура, °C       | 6    | 8    | 12   | 27   | 21   | 26   | 28   | 28   | 24   | 18   | 12    | 7    | 18   |
| Средний суточный минимум, °C  |      | 1    | 5    | 10   | 15   | 20   | 22   | 21   | 17   | 11   | 5     | 1    | 11   |
| Абсолютный минимум, °C        | −20  | −24  | −13  | −3   |      | 4    | 10   | 10   | 1    | −5   | −10   | −15  | −24  |
| Норма осадков, мм             | 40   | 50   | 60   | 90   | 120  | 80   | 70   | 60   | 70   | 80   | 50    | 50   | 890  |
| Источник: weatherbase.com     |      |      |      |      |      |      |      |      |      |      |       |      |      |

## Население
Согласно переписи населения 2010 года в городе проживало 16 202 человека, было 5944 домохозяйства и 3914 семей. Расовый состав города: 74,7 % — белые, 5,1 % — афроамериканцы, 1,3 % — коренные жители США, 1,3 % — азиаты, 0,1 % (15 человек) — жители Гавайев или Океании, 14,2 % — другие расы, 3,3 % — две и более расы. Число испаноязычных жителей любых рас составило 28,3 %.
Из 5944 домохозяйств, в 36,9 % живут дети младше 18 лет. 44,6 % домохозяйств представляли собой совместно проживающие супружеские пары (19,7 % с детьми младше 18 лет), в 16 % домохозяйств женщины проживали без мужей, в 5,3 % домохозяйств мужчины проживали без жён, 34,2 % домохозяйств не являлись семьями. В 28,5 % домохозяйств проживал только один человек, 12 % составляли одинокие пожилые люди (старше 65 лет). Средний размер домохозяйства составлял 2,63 человека. Средний размер семьи — 3,26 человека.
Население города по возрастному диапазону распределилось следующим образом: 30,7% — жители младше 20 лет, 27,2 % находятся в возрасте от 20 до 39, 27,6 % — от 40 до 64, 14,3 % — 65 лет и старше. Средний возраст составляет 32,8 года.
Согласно данным опросов пяти лет с 2011 по 2015 годы, средний доход домохозяйства в Гейнсвилле составляет 39 047 долларов США в год, средний доход семьи — 44 475 долларов. Доход на душу населения в городе составляет 20 683 доллара. Около 21,3 % семей и 22,2 % населения находятся за чертой бедности. В том числе 36,5 % в возрасте до 18 лет и 8,4 % в возрасте 65 и старше.

## Местное управление
Управление городом осуществляется избираемыми мэром и городским советом, состоящим из шести человек. Городской совет выбирает заместителя мэра из числа своих членов. Для управления городом нанимается сити-менеджер.

## Инфраструктура и транспорт
Гейнсвилл находится на пересечении межштатной автомагистрали I-35 и автомагистрали США US 82.
В городе находится муниципальный аэропорт Гейнсвилла. Аэропорт располагает двумя взлётно-посадочными полосами длиной 1829 и 1313 метров. Ближайшими аэропортами, выполняющими коммерческие пассажирские рейсы, являются международный аэропорт Даллас/Форт-Уэрт, а также муниципальный аэропорт Даллас/Лав-Филд примерно в 100 и 110 километрах на юг от Гейнсвилла соответственно.

## Образование
Город обслуживается независимым школьным округом Гейнсвилл.
В Гейнсвилле находится главное здание колледжа северной части Центрального Техаса (англ. North Central Texas College). Колледж начал работу в 1924 году под названием Gainesville Junior College и, таким образом, является старейшим беспрерывно действующим колледжем в Техасе. В последние годы колледж предлагает программы из сферы медицины и здравоохранения. В 2001 году мужская бейсбольная команда колледжа выиграла чемпионат национальной атлетической ассоциации колледжей (англ. National Junior College Athletic Association, NJCAA).

## Экономика
Согласно финансовому отчёту за отчётный год, оканчивающийся 30 сентября 2015 года, доходы города составили 30,1 млн. долларов США, а расходы 26,4 млн. долларов.
Основными работодателями в Гейнсвилле являются:
| Компания                                                       | Число сотрудников |
| -------------------------------------------------------------- | ----------------- |
| WinStar World Casino                                           | 3200              |
| Zodiac                                                         | 2000              |
| Подростковое исправительное заведение Gainesville State School | 600               |
| North Central Texas College                                    | 595               |
| Школьный округ Гейнсвилл                                       | 442               |
| Walmart                                                        | 396               |
| Медицинский центр Северного Техаса                             | 350               |
| Округ Кук                                                      | 265               |
| Город Гейнсвилл                                                | 214               |
| MFG-Molded Fiberglass Co.                                      | 179               |

## Отдых и развлечения
В Гейнсвилле есть зоопарк, историческая железнодорожная станция, а также футбольный комплекс площадью около 180 000 квадратных метров. Город располагает рядом парков: BP Douglas Park, Edison Park, Forsythe Transportation Skate Park, Georgia Davis Park, Heritage Park North, Heritage Park South, Home Grown Hero Walking Trail, Jaycee Park, Keneteso Park, Leonard Park, Medal of Honor Park, Moffett Park, Pecan Creek Park, Gainesville Tennis Court Area, Washington Park.
Ежегодно в апреле город принимает ветеранов, награждённых Медалью Почёта. Во время визита почётных гостей проводятся парад и банкет. Программа города, принимающего обладателей Медали Почёта оплачивает им перелёт, гостиницы и другие расходы. Обладатели медали посещают школы и принимают участие в различных мероприятиях, где рассказывают о своей службе на государство.
В октябре в городе проходит карнавал на тему железной дороги и поездов, Depot Day.